# Montmaur (Aude)
Montmaur (en occità Montmaur) és un municipi del departament de l'Aude a la regió francesa d'Occitània.